# Censure en Russie
La censure en Russie (en russe : Цензура в Российской Федерации) est le contrôle des institutions de l'État et de la société civile de la fédération de Russie sur le contenu et la diffusion de l'information, des documents imprimés, des œuvres musicales et scéniques, des œuvres d'art, des œuvres cinématographiques et photographiques, des transmissions par radio ou télévision, des sites web et portails, dans certains cas de la correspondance privée, dans le but de limiter ou d'empêcher la diffusion d'idées et d'informations dont les organes du pouvoir, ou l'opinion publique, estiment qu'ils représentent un danger.
La législation de la fédération de Russie sur les médias de masse définit la censure comme une « exigence, vis-à-vis des rédacteurs de médias, des fonctionnaires, des organes de l'État, des organisations, des institutions ou des associations publiques, de coordonner préalablement à leur diffusion les messages et documents à diffuser ainsi que l'obligation d'interdire le cas échéant leur diffusion entière ou partielle ».
La constitution de la fédération de Russie interdit la censure au paragraphe 5 de l'article 29,. Cependant, il existe en réalité beaucoup de cas de censure d'œuvres et de limitation de la liberté de diffuser l'information de la part des pouvoirs publics, d'organisations publiques, et de groupes de citoyens s'estimant offensés et organisant leur auto-défense,,,,,. Il y a aussi deux cas de censure de la part d'autorités locales — en 2006 et en 2012 — qui ont été reconnus tels par les tribunaux russes.
La censure se renforce singulièrement dans le pays, en 2022, lors de l'invasion de l'Ukraine par la Russie. Dans le cadre de la propagande et du strict contrôle du récit fait à la population du pays, l'utilisation de plusieurs mots, parmi lesquels « guerre », « bombardements de villes » ou « pertes civiles » y est réprimée par la loi et passible de prison, tandis que les réseaux sociaux sont censurés, tout comme l'ensemble des médias locaux dont plusieurs qui ne sont pas dans la ligne du régime, ont dû fermer,,.

## Problèmes généraux de la censure en Russie

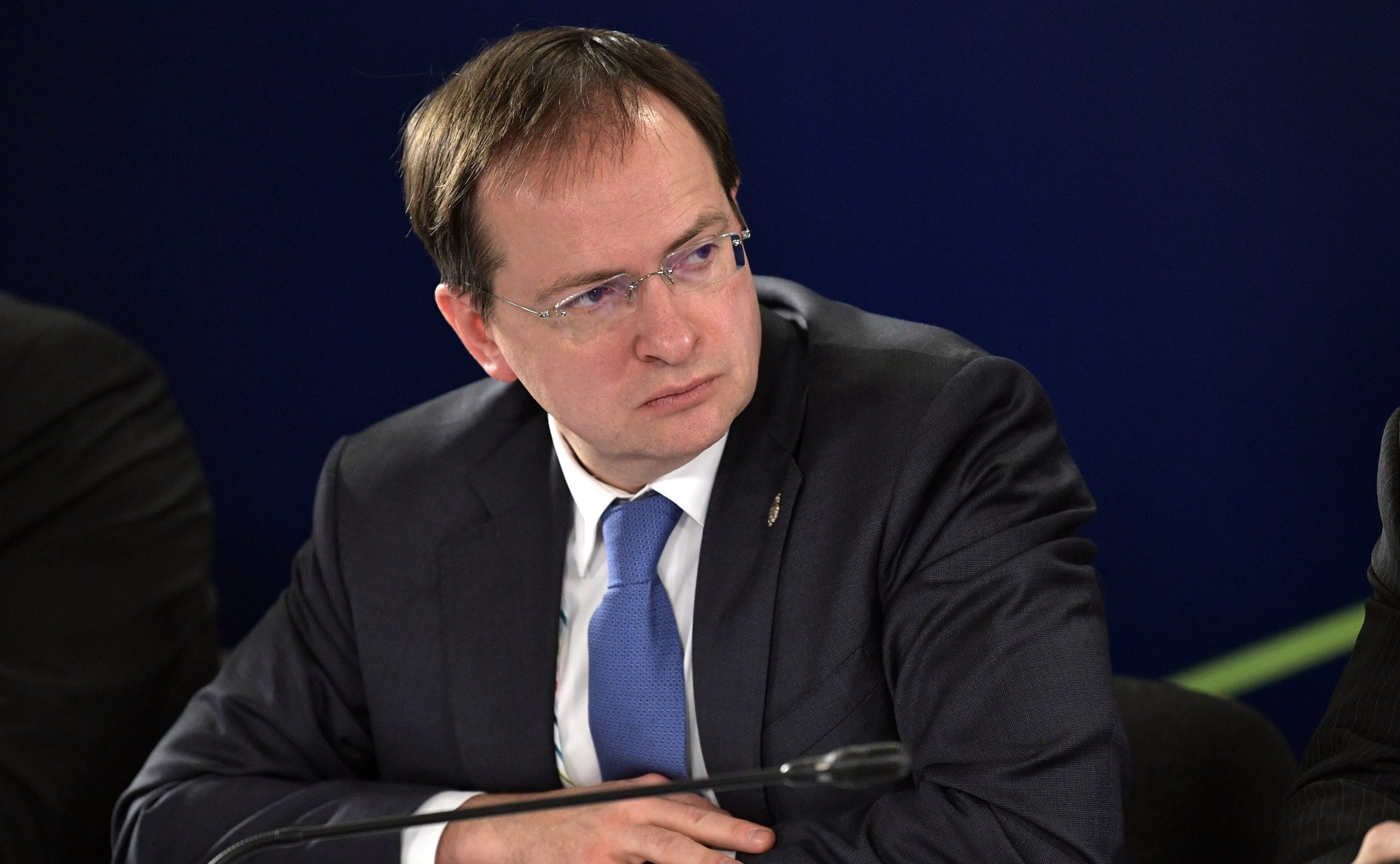
Vladimir Medinski ancien ministre de la culture de la Russie (en 2017)
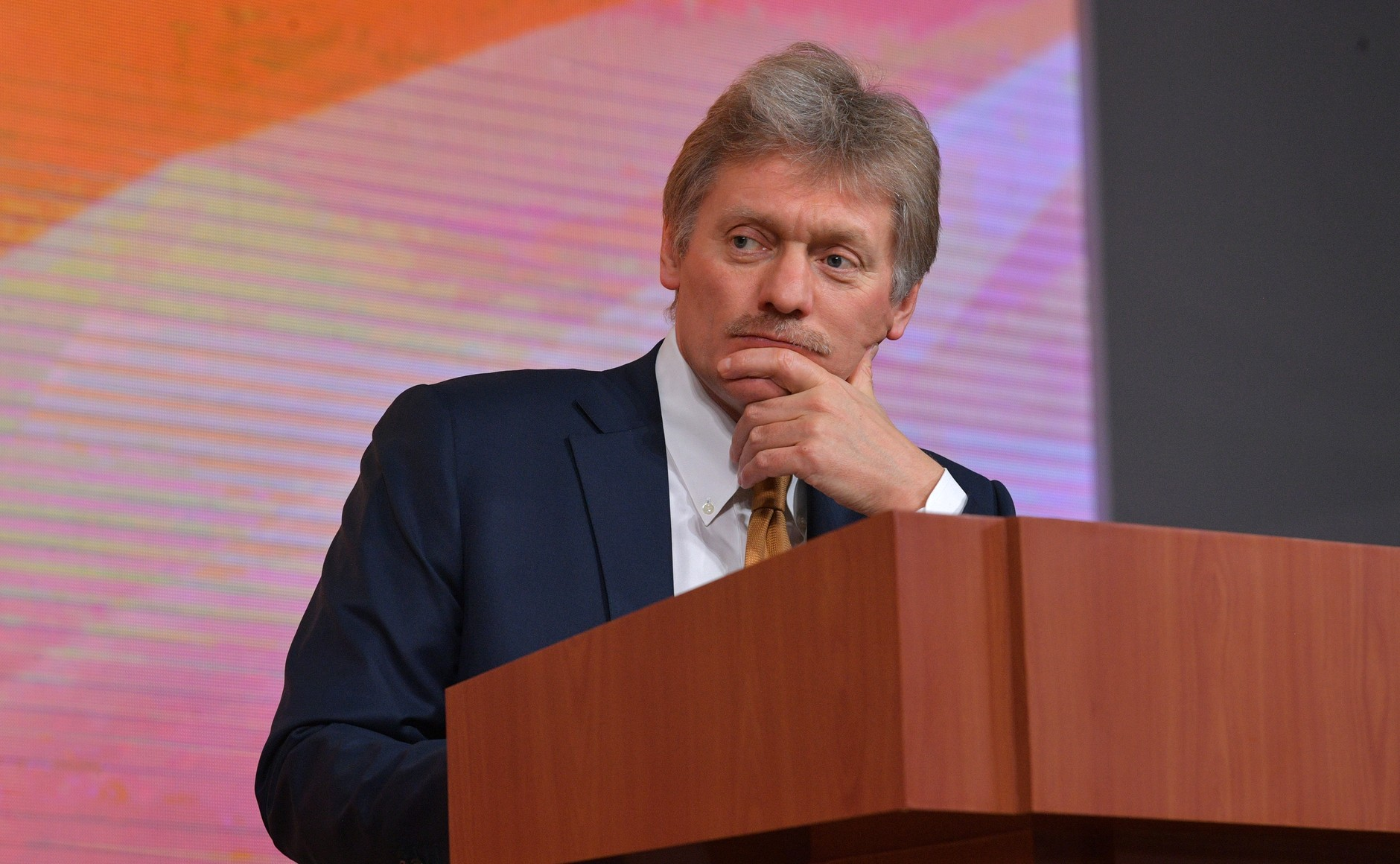
Dmitri Peskov, porte-parole de la présidence russe
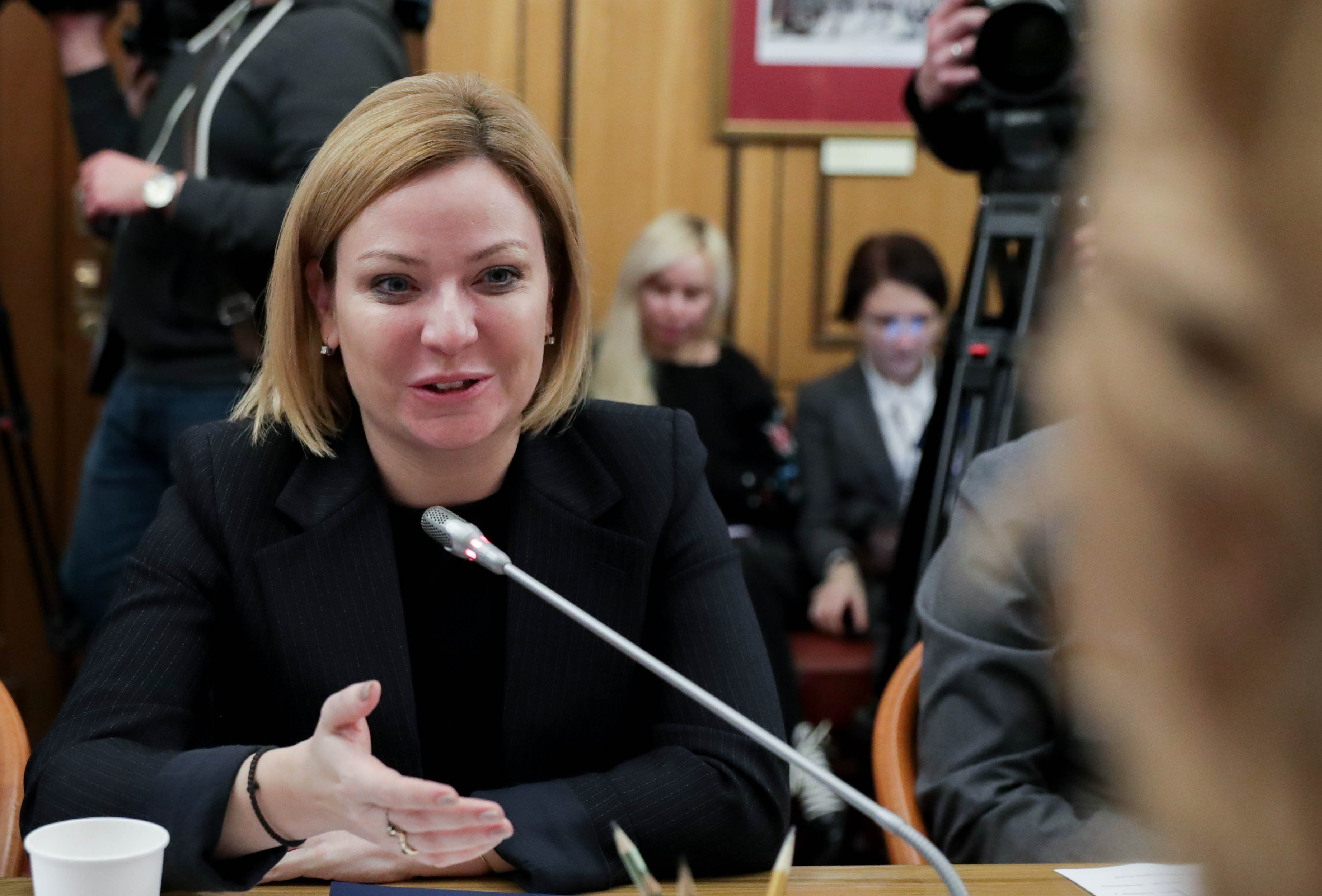
Olga Lioubimova, ministre de la culture de la Russie depuis février 2020

En mars 2008, Vladimir Vladimirovitch Pozner, journaliste de Perviy Kanal, chaîne de l'État russe, prenant la parole lors d'une réunion de la Fédération citoyenne russe consacrée aux questions de morale et d'éthique à la télévision nationale, affirme qu'il n'y a pas de liberté d'expression en Russie. En 2011, Pozner a reconnu qu'il existait à la télévision russe une stop-liste c'est-à-dire une liste de noms de gens qu'il ne fallait pas inviter à la télévision. Ainsi, depuis 2010, l'accès à la télévision fédérale est rendu inaccessible à Boris Nemtsov, Garry Kasparov, Mikhaïl Kassianov, Édouard Limonov, Alexeï Navalny,.
Selon le journaliste et homme politique Alexandre Nevzorov, l'année 2014 a été celle où la censure a atteint son degré le plus élevé durant la période post-soviétique. « C'est féérique, violent, insensé et stupide au plus haut degré ». Sarkis Dabrinian est d'accord avec lui en tant que défenseur des droits de l'homme : « La censure est de retour au pays » (juin 2014).
En juin 2015, quand on commence à parler à haute voix de l'application de la censure par le gouvernement en Russie, Izvestia publie un article du ministre de la culture, Vladimir Medinski, intitulé « Celui qui ne nourrit pas sa culture, ira nourrir l'armée étrangère ». En tête d'article, le ministre de la culture déclare que l'État doit non seulement subventionner la culture, mais aussi suivre le contenu créé grâce à ces subventions, et encourager systématiquement les seuls projets qui reflètent les valeurs de la majorité conservatrice de la population. Medinski souligne l'effet négatif en Russie de la censure politique et considère que le rôle de la bureaucratie est de garantir la viabilité financière, administrative et juridique des règles suivant lesquelles l'État ne limite pas l'artiste dans sa création, mais contrôle si sa production n'est pas offensante pour les citoyens. À titre d'exemple instructif, le ministre cite le licenciement du directeur du théâtre d'opéra et de ballet de Novossibirsk Boris Mesdritch, après le scandale de la mise en scène par Timofeï Kouliabine de l'opéra de Richard Wagner Tannhäuser,.
Le fait est que la Russie a mis en place une procédure particulière pour les mises en scène et les productions qui sont inscrites ou retirées des comptes du budget de l'État, et le fait est aussi que l'État passe commande d'œuvres sur tel ou tel thème, affirme Dmitri Peskov, porte-parole du président de Russie. Réagissant à ces directives ministérielles, le metteur en scène Andreï Zviaguintsev a déclaré en octobre 2016, que : « les fonctionnaires aux ordres castraient la création artistique ». Le lauréat de la Mostra de Venise et du Festival de Cannes appelle les principes énoncés par Peskov des règles de marché public en matière artistique, qui font que les fonctionnaires dépensent l'argent de l'État pour des films et des représentations dans l'intérêt de l'État lui-même. Avec cette conception, Dmitri Peskov oublie ce n'est pas de leur argent dont disposent ses fonctionnaires, mais de l'argent des contribuables. Ils ont décidé une fois pour toutes qu'ils savaient mieux ce dont les gens ont besoin que ces gens eux-mêmes et payent des productions lamentables avec l'argent des contribuables,,,,. Armen Djigarkhanian appelle censure, la dépendance financière du théâtre russe qui influence le répertoire de manière significative.

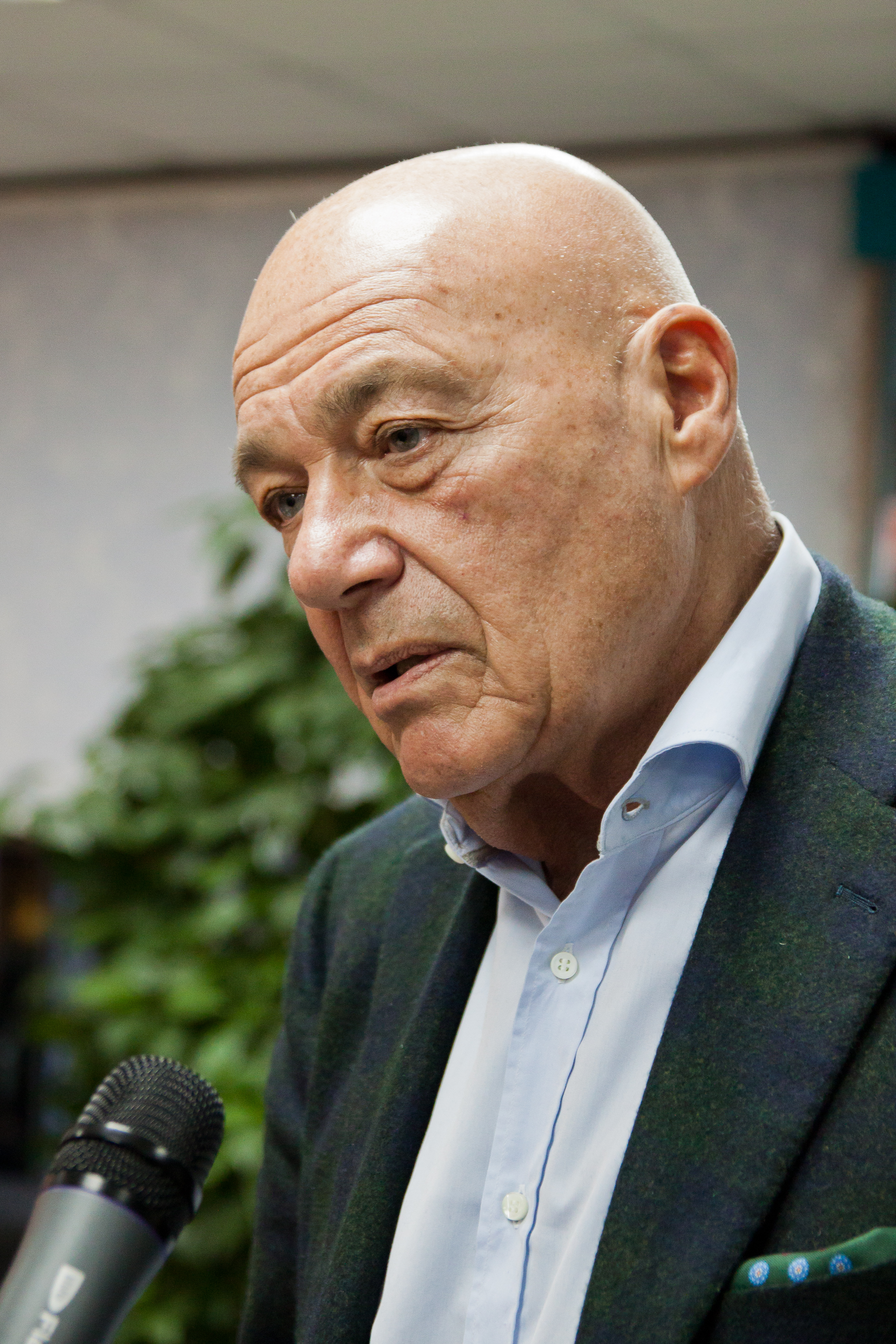
Vladimir Vladimirovitch Pozner 2013
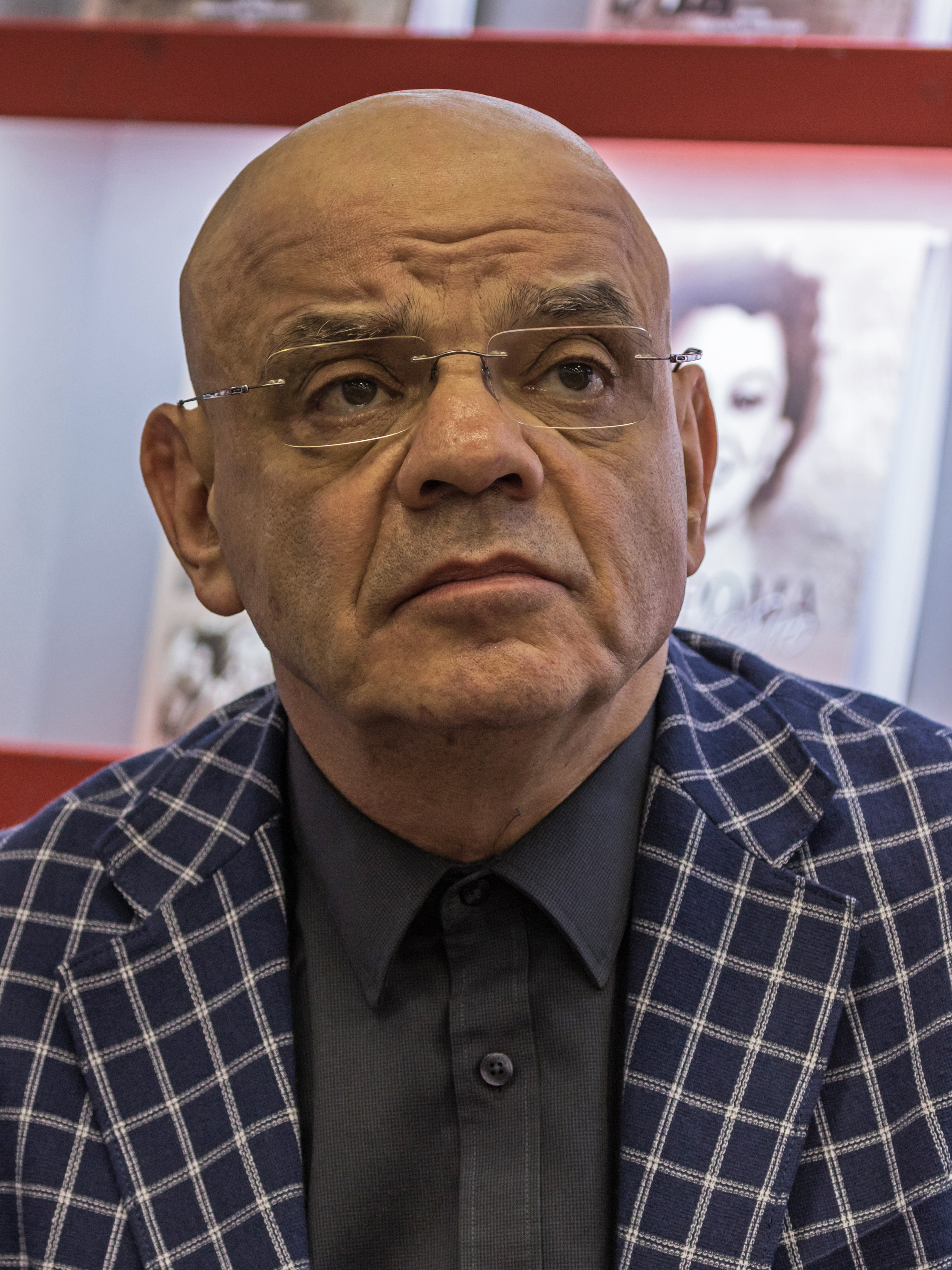
Konstantin Raïkine, acteur, metteur en scène de théâtre
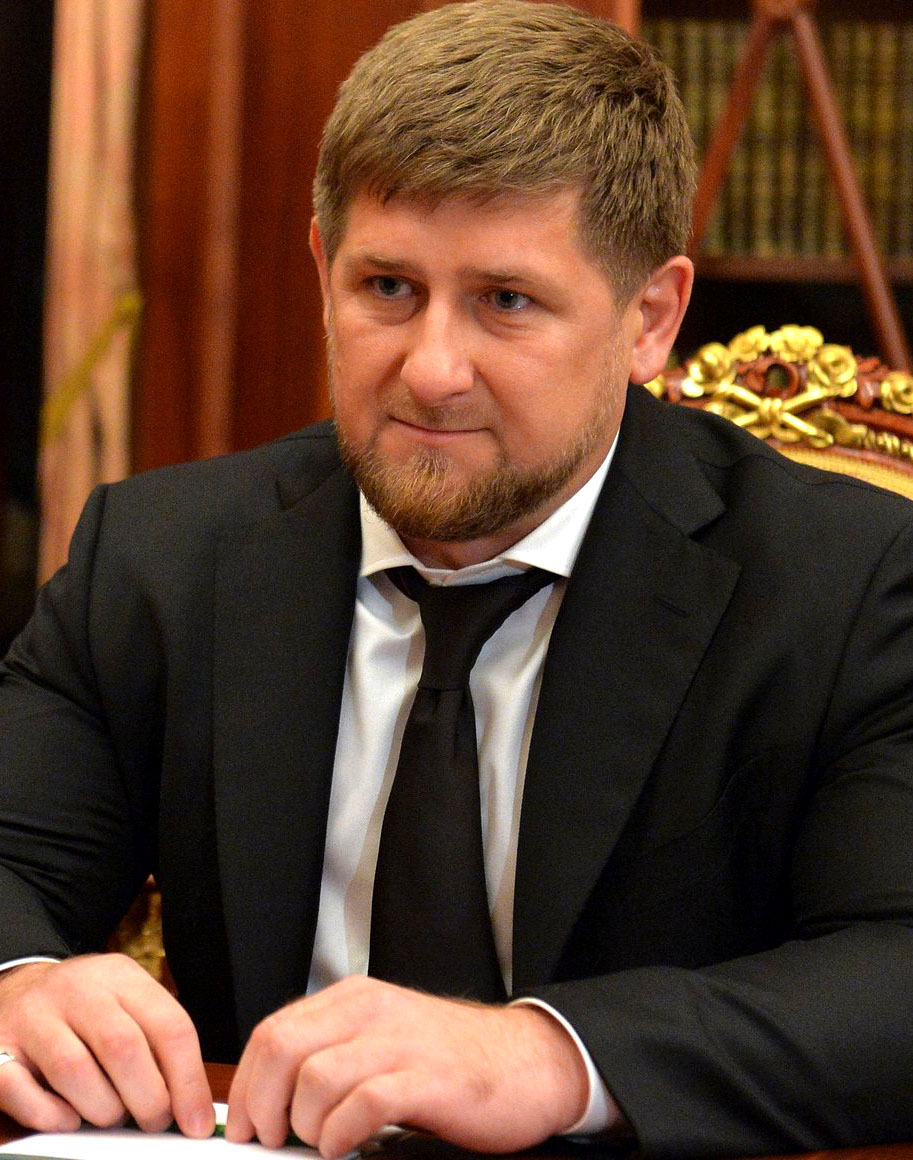
Ramzan Kadyrov, homme politique tchétchène, 2014
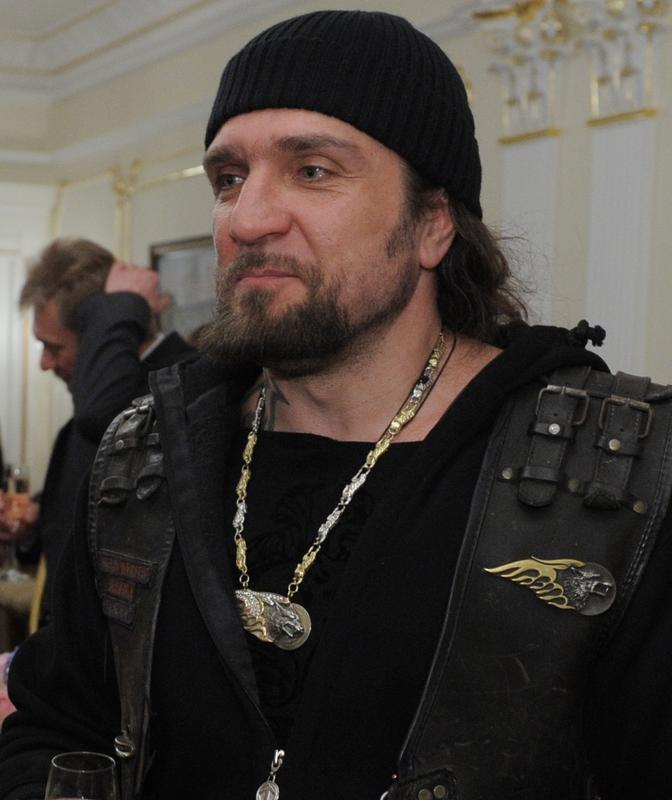
Aleksandr Zaldostanov (biker)

En octobre 2016, lors du congrès de l'union des artistes de théâtre de Russie, Konstantin Raïkine a condamné l'ingérence de l'État, des organisations publiques et des groupes de citoyens offensés dans la vie culturelle du pays sous couvert des mots Patrie, spiritualité, moralité. Il décrit ces phénomènes comme un retour en Russie de l'infâme censure de l'époque de Staline en URSS,,.
Il y a en Russie des personnes qui se disent offensées et tentent de dicter aux artistes ce qu'ils doivent faire. C'est de dont témoigne l'artiste populaire d'URSS Oleg Tabakov. À propos de cette censure publique il constate que « ces gens se sont pénétrés de l'idée que si le gouvernement ne censure pas, alors ils doivent contrôler l'art eux-mêmes ». Tabakov est convaincu que les méthodes de ces espèces d'espions de la censure ne crée pas les conditions pour voir apparaître un art approprié. La censure de la créativité qui s'est étendue en Russie à l'encontre de Raïkine, Zviaguintsev et Tabakov a été condamnée également par Vladimir Vladimirovitch Pozner, Evgueni Mironov (acteur) et Sergueï Bezroukov. Les problèmes liés à l'arrivée de la censure et à la moralisation de la création artistique ont fait l'objet de discussions en novembre 2016, lors d'une réunion des directeurs de théâtres, chez le directeur adjoint de l'Administration du président de Russie, Sergueï Kirienko.
Parmi les déclarations de soutien à la censure, l'attention des médias s'est focalisée sur les déclarations provocantes du biker Aleksandr Zaldostanov et celles de Ramzan Kadyrov à la tête de la Tchétchénie. L'idée que Zaldostanov veut faire passer est que la liberté n'est qu'une manigance de l'esprit du mal: « Le diable veut toujours tenter par la liberté ! Mais sous couvert de cette liberté Raïkine veut transformer le pays en caniveau de décharge des eaux usées ». Il est soutenu par Kadyrov mécontent du fait qu'« une certaine caste s'arroge le droit d'offenser les sentiments religieux de dizaines de millions d'orthodoxes et de musulmans en affirmant qu'en art tout est permis »,,.
Le 1er août 2014, est entrée en vigueur la loi sur les blogueurs, suivant laquelle, même après l'adoption d'un autre texte, il est possible de voir appliquer des peines de prisons pour des cas extrêmes.
L'organisation Freedom House classe la Russie dans les pays où l'internet n'est pas libre. Selon cette organisation, la situation de l'Internet russe (Rounet) a tendance à empirer en matière de censure. Les principales restrictions sur Internet en fédération de Russie relèvent des mesures liées à l'antiterrorisme. La censure surveille et bloque, le cas échéant, les communications du domaine LGBT, les sujets liés à la Guerre du Donbass, l'opposition politique extra-parlementaire, les messages à orientation nationaliste, et enfin la pornographie infantile. Partout en Russie, selon la même organisation, se produisent des blocages de sites non souhaités, des destructions de leur contenu, des pressions des autorités politiques et économiques sur des publications en ligne, ou encore des cyberattaques à l'encontre de médias indépendants. Environ 60 % de Russes considèrent que la censure est indispensable, mais seulement 25 % des personnes interrogées en ce qui concerne les sites et publications personnels, selon le Centre analytique Levada. Le nombre de partisans de la censure sur internet a tendance à croître en Russie
En novembre 2016, le ministre de la culture de Russie, Vladimir Medinski a affirmé qu'en Russie il n'existait aucune forme de censure et que les discussions à ce propos venaient des problèmes financiers, familiaux, de créativité de personnages éminents de la culture russe.
Le 2 décembre 2016, lors d'une réunion conjointe du Conseil pour la culture et les arts et du Conseil pour la langue russe, le président Vladimir Poutine déclare que « le principe de la liberté de création artistique est absolument immuable ». Il considère que « les tentatives d'interruptions de spectacles et d'expositions sont totalement inacceptables et il garantit que force restera à la loi pour empêcher ces agissements ». En même temps Poutine rappelle aux artistes qu'il existe une frontière entre l'épate offensante et l'activité artistique».

## Censure à la télévision
Le niveau de censure politique de la télévision est très élevé, estime la critique de cinéma Evguena Petrovskaïa. La télévision ne couvre pas au moment opportun les contestations de masse du 4 décembre 2011 et ne les communique qu'après une semaine. À la télévision russe on ne présente pas de satire politique (la satire est un signe important de démocratie) du fait que le pouvoir n'accepte pas cela à la télévision. C'est ce qui fut à l'origine des problèmes de la NTV (Russie) après avoir présenté une poupée à l'image de Poutine dans une émission du style les Guignols de l'info.
Le 25 novembre 2010, lors de la cérémonie de remise du prix Vladislav Listiev, le présentateur Leonid Parfyonov a analysé la situation de la censure à la télévision en Russie. Selon Parfyonov, la critique à l'adresse des hauts responsables de l'État est devenue impossible, et les autorités ne sont plus représentées que dans la tradition des pompes funèbres. Ou bien il faut parler d'elles en bien uniquement ou bien ne rien dire,.
Dimitri Skorobutov a travaillé comme chef de l'information pour la télévision d’État Rossiya-1 pendant quinze ans. 10 à 15 millions de Russes regardaient son programme chaque soir. Il raconte : « S’il y avait un événement international où l'on parlait mal de la Russie, il fallait à tout prix trouver des informations négatives sur le politicien ou le diplomate qui en était responsable. », quitte à les inventer. Il a reçu des instructions sur la manière de rendre compte de l’affaire de l’avion MH17 en route de Schiphol vers la capitale malaisienne, Kuala Lumpur, et abattu au-dessus de l’Ukraine, le 17 juillet 2014. Les victimes sont majoritairement néerlandaises. « Il n’y avait pas encore d’ordres directs du Kremlin, mais les rédacteurs étaient conditionnés à savoir ce qu’on attendait d’eux. Nous disons que l'Ukraine est indirectement responsable, car elle n'a pas fermé l'espace aérien. », raconte-t-il. Ou bien un avion de combat ukrainien aurait abattu le MH17 depuis les airs ou bien il pourrait s’agir d’une attaque ratée contre l’avion de Vladimir Poutine. Les médias d’État russes avancent délibérément de nombreuses théories. Résultat : les gens ne savent plus quoi croire. « Trop de contradictions, trop de faits non prouvés. Même moi, j'étais confus à un moment donné. » Pas un mot n'a été autorisé à être dit dans les journaux télévisés russes sur l'enquête néerlandaise qui a démontré l’implication de la Russie. Il refuse de collaborer au mensonge en diffusant des photos grossièrement truquées. Il est licencié illégalement, empêché de travailler, et harcelé. En 2019, il quitte la Russie. Il est l’un des rares réfugiés politiques russes en Suisse.
L'attention des médias s'est portée aussi vers la censure de faits privés liés à la production cinématographique par les chaînes de télévision fédérales. En juin 2013 le metteur en scène, scénariste Nikolaï Dostal envoie une lettre ouverte au directeur général de la Compagnie d'État pan-russe de télévision et de radio VGTRK Oleg Dobrodeev (ru), à propos de la diffusion de son film Le bataillon disciplinaire (Chtrafbat) sur «Rossiya 1». Selon Dostal, tout au long de son film des mots ont été supprimés grossièrement même dans une chanson des prisonniers incarcérés. Plusieurs scènes à caractère sexuel ont été coupées. Dostal signale que tous les cas de manque de respect de l'auteur du film ne sont pas répertoriés et qu'il ressent de l'amertume et de la honte en face d'une censure aussi grossière, mesquine et hypocrite.
Le metteur en scène Vladimir Mirsoev a également dû faire face à la censure. La deuxième chaîne a acheté le film L'homme qui savait tout, auquel il a participé comme metteur en scène et coproducteur. Lors de la diffusion, la phrase clé Je suis ta chienne était nécessaire pour comprendre l'intrigue, or elle a été supprimée et personne n'a demandé la permission. Mirsoev considère que la censure à la télévision provient de la direction de la chaîne. Selon le metteur en scène, les services spéciaux surveillent eux aussi la télévision et la vérité artistique semble une notion très dure à accepter par ces gens. Les cinéastes doivent prendre leur parti de la censure, dans la mesure où leur unique vrai chance de percer et de faire de l'argent est de vendre leur film à la chaîne fédérale.
En juillet 2013, le rédacteur adjoint de la chaîne de télévision Rossiya 24, Alexandre Orlov, a affirmé qu'il avait été congédié, pour avoir publié sur les réseaux sociaux un soutien à l'opposant Alexeï Navalny.
En décembre 2016, le présentateur Konstantin Syomin (en) a affirmé que des coupures avaient été réalisées par Pétersbourg TV-5 du film-épopée Libération, et ce pour des motifs politiques et idéologiques. Parmi ces coupures, certaines concernaient l'évocation de Joseph Staline sous un jour positif.

## La censure du cinéma
L'un des premiers cas de censure recensé dans l'histoire du cinéma russe de la fédération de Russie est la protestation émise par l'Église orthodoxe russe contre la diffusion, le 30 mai 1997, par la chaîne de télédiffusion NTV, du film du metteur en scène profondément croyant et catholique, Martin Scorsese, La Dernière Tentation du Christ. À la demande de l'église orthodoxe, la diffusion est reportée de plusieurs mois, pour finalement avoir lieu le 9 novembre 1997. Dans le cadre de la diffusion, le patriarche Alexis II de Moscou tient une conférence de presse à Moscou sous l'emprise de la colère. Une brochure L'Antéchrist à Moscou, consacrée entièrement à la diffusion du film et aux évènements qui lui sont liés, est distribuée. Le film y est décrit comme le film le plus blasphématoire crée depuis la dernière décennie. L'ampleur du blasphème sans précédent, écrit la brochure, est avérée par les dizaines de millions de personnes, qui sont affectées par le film. Au cours de l'expertise qui s'est réalisée en 2012, les experts de l'Institut russe de la culture, n'ont toutefois rien trouvé dans le film de Scorsese qui puisse faire l'objet de critiques.
Une nouvelle vague de censure se fait jour, qui est liée à la politique menée par le ministre de la culture Vladimir Medinski, à partir de sa nomination à cette charge en 2012. Le critique de cinéma, ancien directeur de la Guilde des critiques de cinéma russe, Viktor Matisen fournit en guise d'exemple de refus de diffusion pour cause de censure le film Clip du metteur en scène Maï Miloche et le film Ordre d'oublier du réalisateur Houssein Erkenov, mais aussi les exigences de modification du scénario du projet d'Alexandre Mindadze Gentil Hans, cher Piotr (Милый Ганс, дорогой Петр), considérées comme une modification de fait des règles constitutionnelles sur la censure. Adoptée en 2014, la loi interdisant l'utilisation d'un langage non censuré (obscène), est d'application dans les salles de cinéma et est interprétée comme une introduction de la censure en Russie,. Selon ces nouvelles exigences, le film d'auteur Oui et Oui («Да и да») de la réalisatrice Valeria Gaï Germanica, a vu ses dialogues modifiés pour devenir conformes à la loi, alors que le vocabulaire, non conforme aux normes, faisait partie de la conception artistique du mélodrame et était dicté par le contenu et la logique du sujet développé.
En novembre 2014, le Ministère de la culture de la fédération de Russie a refusé de financer le festival international de film documentaire Artdokfest. Ses raisons reposent sur le fait que le président du festival, le réalisateur Vitali Manski serait, selon le ministre, un opposant à l'État au point de vue politique. Le ministre Medinski a signalé qu'il n'accorderait pas de financement pour ce festival aussi longtemps qu'il serait ministre de la culture. Par contre, en octobre 2016, a eu lieu la première du film Les 28 Hommes de Panfilov, dont le scénario est inspiré de l'histoire des exploits des vingt-huit Panfilovs, une sainte légende soviétique de la Seconde Guerre mondiale. Le Ministère de la culture a soutenu financièrement ce projet. Le 4 novembre 2016, le film est passé sur la chaîne Rossiya 1. La première mise à l'écran du roman patriotique Le mur, de la plume du ministre Vladimir Medinski lui-même, a été également financé par le ministère de la culture,,,,.
En 2016, des représentants du mouvement public Croix du Tsar, ont fait part de leur opinion à propos du film Matilda, du réalisateur Alekseï Outchitel, sur les relations du tsar Nicolas II avec la ballerine Mathilde Kschessinska. Il s'agit, selon eux, d'une provocation anti-russe et anti-religieuse dans le domaine de la culture. À la suite de la demande de la députée à la Douma de la fédération de Russie Natalia Poklonskaïa adressée au procureur général le film a été examiné, mais aucune infraction n'a été retenue.
En janvier 2018, la comédie franco-britannique, La Mort de Staline, a fait l'objet d'une annulation du droit de distribution de la part du Ministère de la culture parce que, selon les termes du président du Conseil public près le ministère de la culture Youri Poliakov, le film présentait des traces de lutte idéologique. Le Groupe RBK, les experts, les artistes et les politiciens ont considéré le retrait des droits de distribution de ce film la veille même de sa sortie en salle comme une intervention purement idéologique et politicienne de la part du ministre de la culture. Le ministre Medinski a, quant à lui, déclaré que les gens de la génération précédente, mais pas seulement eux, peuvent considérer ce film comme « un persiflage insultant à l'égard de la société soviétique, de l'armée de l'URSS et des victimes du Stalinisme »
.

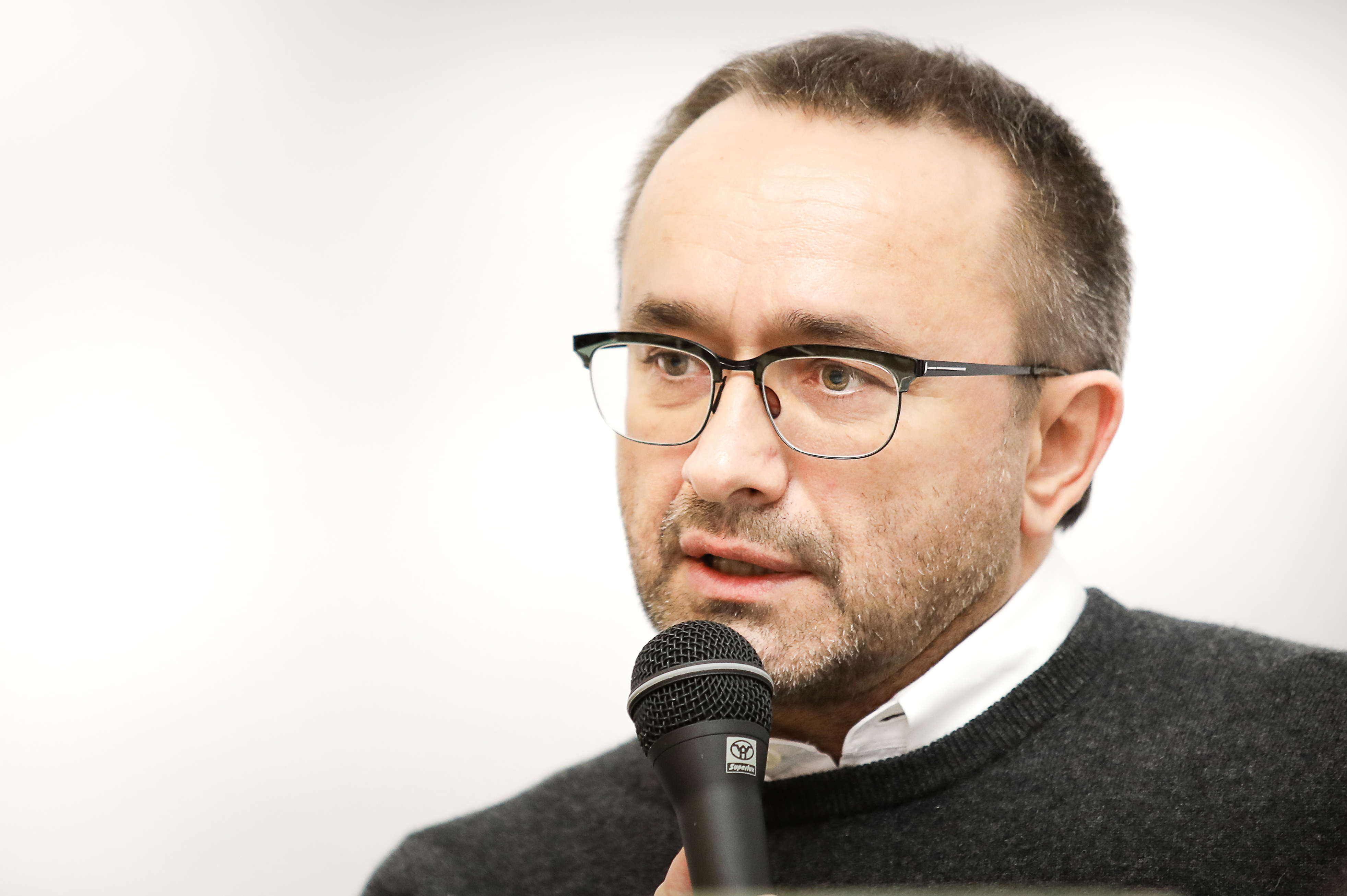
Andreï Zviaguintsev 2017
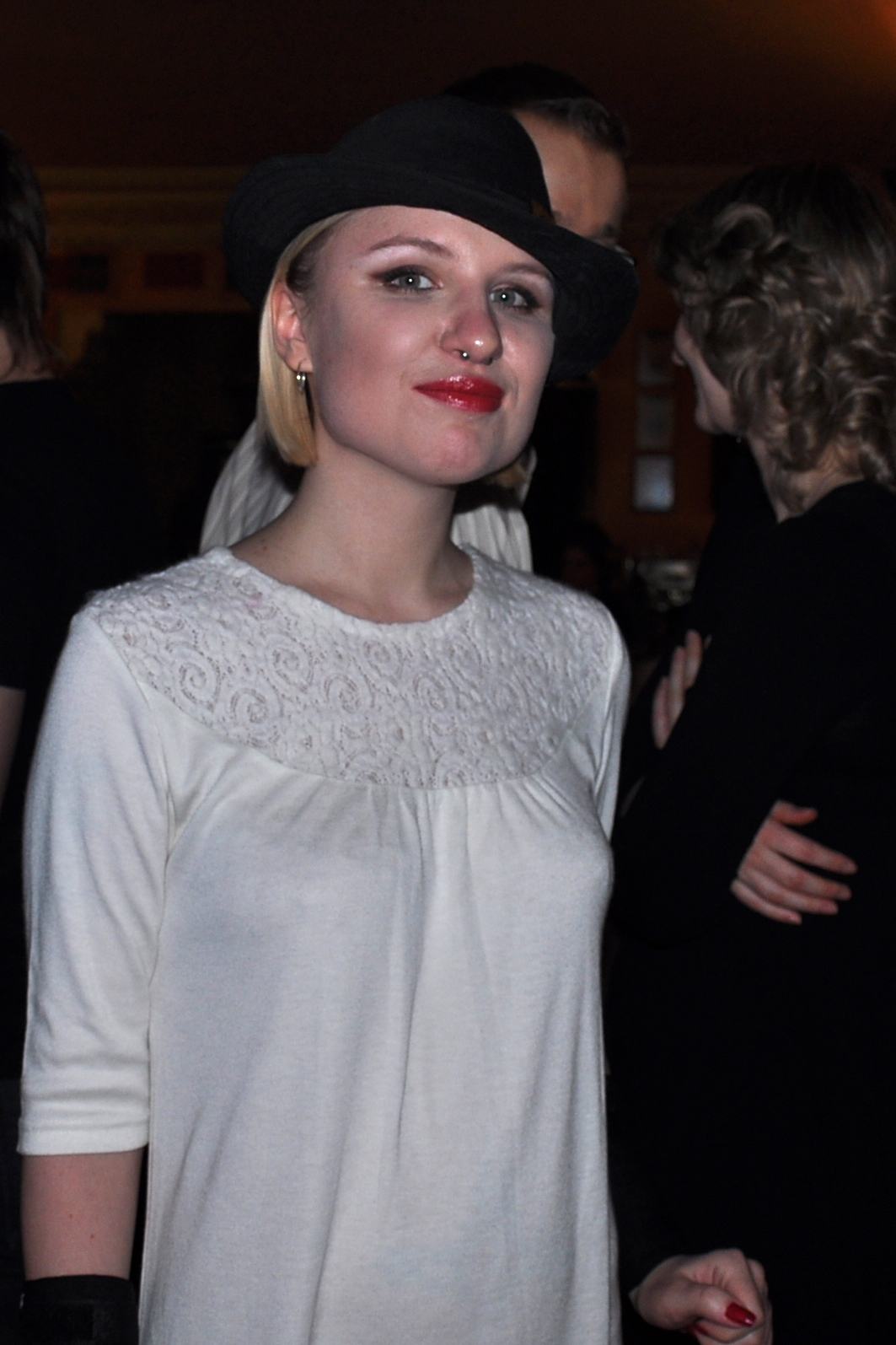
Valeria Gaï Germanica par Anton Nossik (en), réalisateur
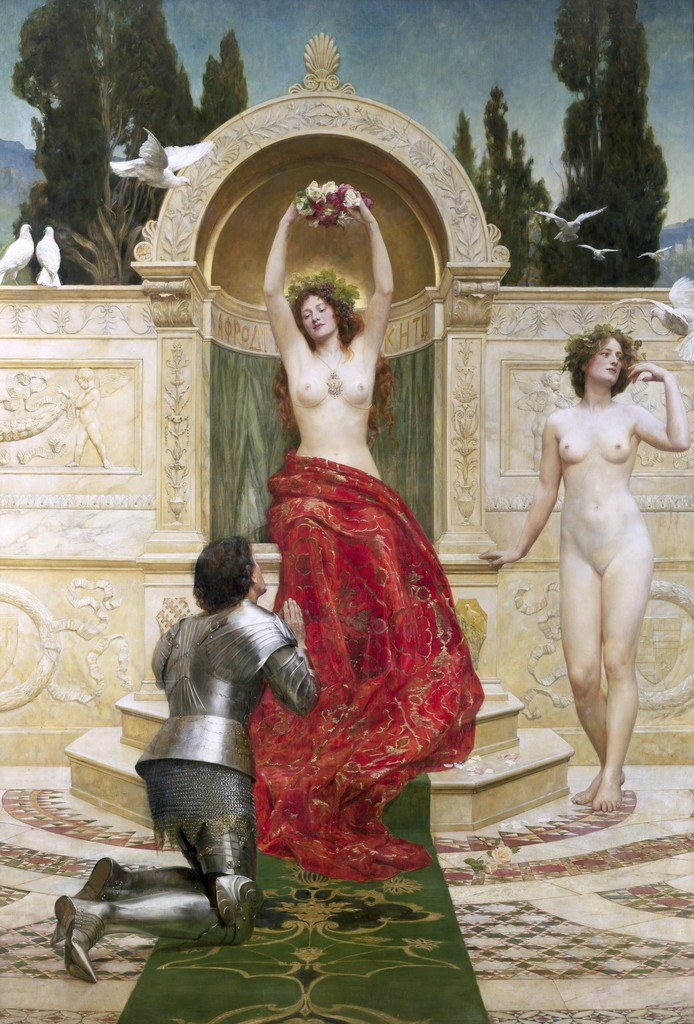
Tannhäuser, le Venusberg par John Collier

## Censure du théâtre et des expositions
Depuis le mois de mai 2012, en Russie, lorsque Vladimir Medinski est devenu ministre de la culture, les attaques des activistes et des orthodoxes ont commencé à devenir plus nombreuses.
Le octobre 2012, au musée contemporain Erarta à Saint-Pétersbourg, une scène en solo de Lolita d'après le roman de Vladimir Nabokov a été interrompue. L'artiste Léonide Mozgovoï, qui jouait le rôle, d'autres acteurs et organisateurs ont été menacés de représailles par les Cosaques indignés de Saint-Pétersbourg. Ceux-ci ont également envoyé des lettres de colère aux médias. Les activistes ont exigé l'interdiction de ce spectacle blasphématoire qui à leur estime, « tombe sous l'application de la législation sur la propagande sur l'homosexualité et la pédophilie ».
En novembre 2013, des activistes orthodoxes ont interrompu la pièce Un mari idéal au Théâtre d'art Anton Tchekhov, exigeant l'arrêt de ce sacrilège. Cet esclandre est le fait d'un activiste du Centre de mission de Moscou du nom de Prophète Daniel, un certain Dmitri Tsorionov Enteo, qui prétend trouver sur la scène de ce théâtre de la sodomie et des blasphèmes,.
En juillet 2015, un prêtre de l'Église orthodoxe russe, le pro-recteur de Saint Tikhon's Orthodox University (en), Dmitri Smirnov, et un groupe d'activistes orthodoxes de plus de cent personnes, ont organisé une manifestation lors de la célébration du 20e anniversaire de la station de radio Pluie d'argent à Moscou. Après être monté sur scène ils s'en sont pris au directeur, ont fermé les appareils et interrompu le concert anniversaire, prétextant que la musique dérangeait la prière alors que l'église la plus proche se trouve à un kilomètre de la station de radio,,,.
En juillet 2016, à Saint-Pétersbourg, des citoyens pudiques et puritains ont exigé que soit cachée la nudité de la copie de la statue de David de Michel-Ange avec une casquette.
En 2016 se sont produits des évènements plus marquants parmi lesquels la suppression du répertoire de l'opéra Tannhäuser au Théâtre d'opéra et de ballet de Novossibirsk ; l'interruption à Omsk de la représentation du spectacle rock Jesus Christ Superstar ; l'interruption du spectacle Khorovod (La ronde) du réalisateur polonais Piotr Chalchi d'après une pièce du dramaturge autrichien Arthur Chlinder après l'intervention de l'éparchie d'Omsk, L'examen par le procureur du spectacle Toutes les nuances du bleu du Théâtre Satiricon fondé par Konstantin Raïkine », a conclu à la qualification de détournement de mineurs.
On peut citer encore la fermeture à Moscou, au Centre des frères Lumière, d'une exposition du photographe américain Jock Sturges Sans embarras , exposant des photos de filles et jeunes filles dans le cadre de vie en communauté naturiste. Les cadres de photos ont été aspergées d'urine et des sculptures ont été cassées,.
Réagissant à la censure de l'œuvre Jesus Christ Superstar, du fait de l'intolérance d'une partie du public orthodoxe et de son clergé à l'interprétation de l'image du Sauveur, le 1er novembre 2016, l'Église orthodoxe russe a appelé à permettre l'affichage de ce spectacle rock Jesus Christ Superstar. Par sa nature cette œuvre n'a pas d'autorité dogmatique ou canonique mais attire par contre des gens dans les églises où il est possible de discuter et de réfléchir sur le fait de savoir si cette œuvre peut être acceptée ou non et pourquoi sur base des Saintes écritures.

## La censure en littérature
En novembre 2013, les médias ont rapporté que, lorsque les procureurs vérifiaient la littérature dans les bibliothèques de Stavropol, ils y trouvaient des ouvrages dans les bibliothèques scolaires qui n'avaient à voir avec la mission éducative de l'école. C'étaient des livres sur la mystique, l'érotisme et l'horreur. L'adjoint principal du procureur du kraï de Stavropol (Kourbangali Charipov), en surveillant l'application des lois sur les mineurs, a découvert 215 violations de la loi sur la protection des enfants et sur les informations préjudiciables. Il a exigé le retrait des œuvres de Sergueï Essénine et Vladimir Nabokov. Après que cette information ait été publiée dans les médias, le procureur général de Russie a nié qu'une telle inspection ait eu lieu, mais il a toutefois renvoyé le procureur de Stavropol Charipov,,.
Le 13 juin 2014, l'édition destinée aux enseignants intitulée Premier septembre a déclaré qu'elle cessait ses activités d'éditions pour des raisons politiques. « Les libertés civiles ont progressivement diminué, alors que l'école était de plus en plus dirigée dans des conditions inhumaines »,.

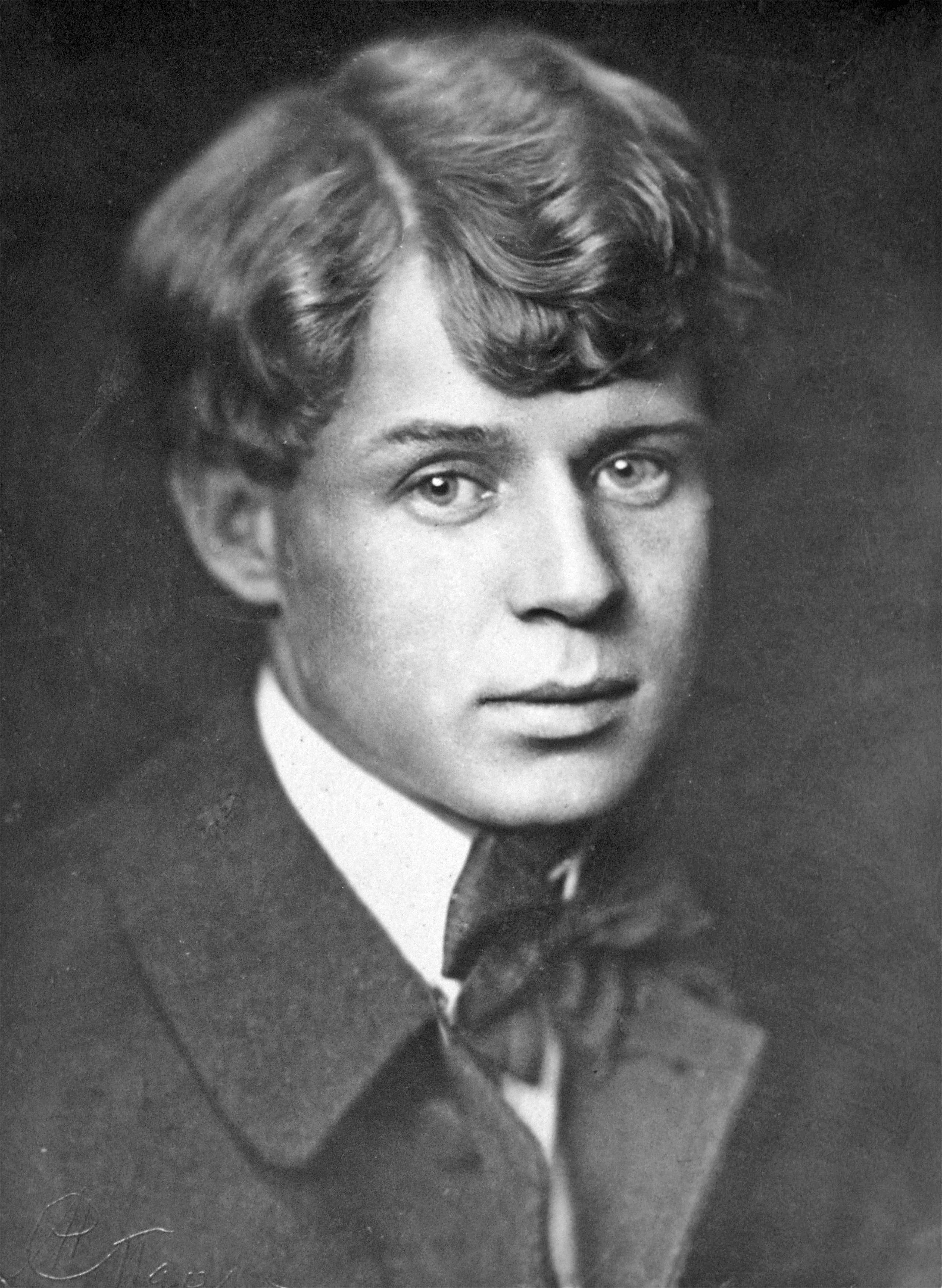
Sergueï Essenine en 1919
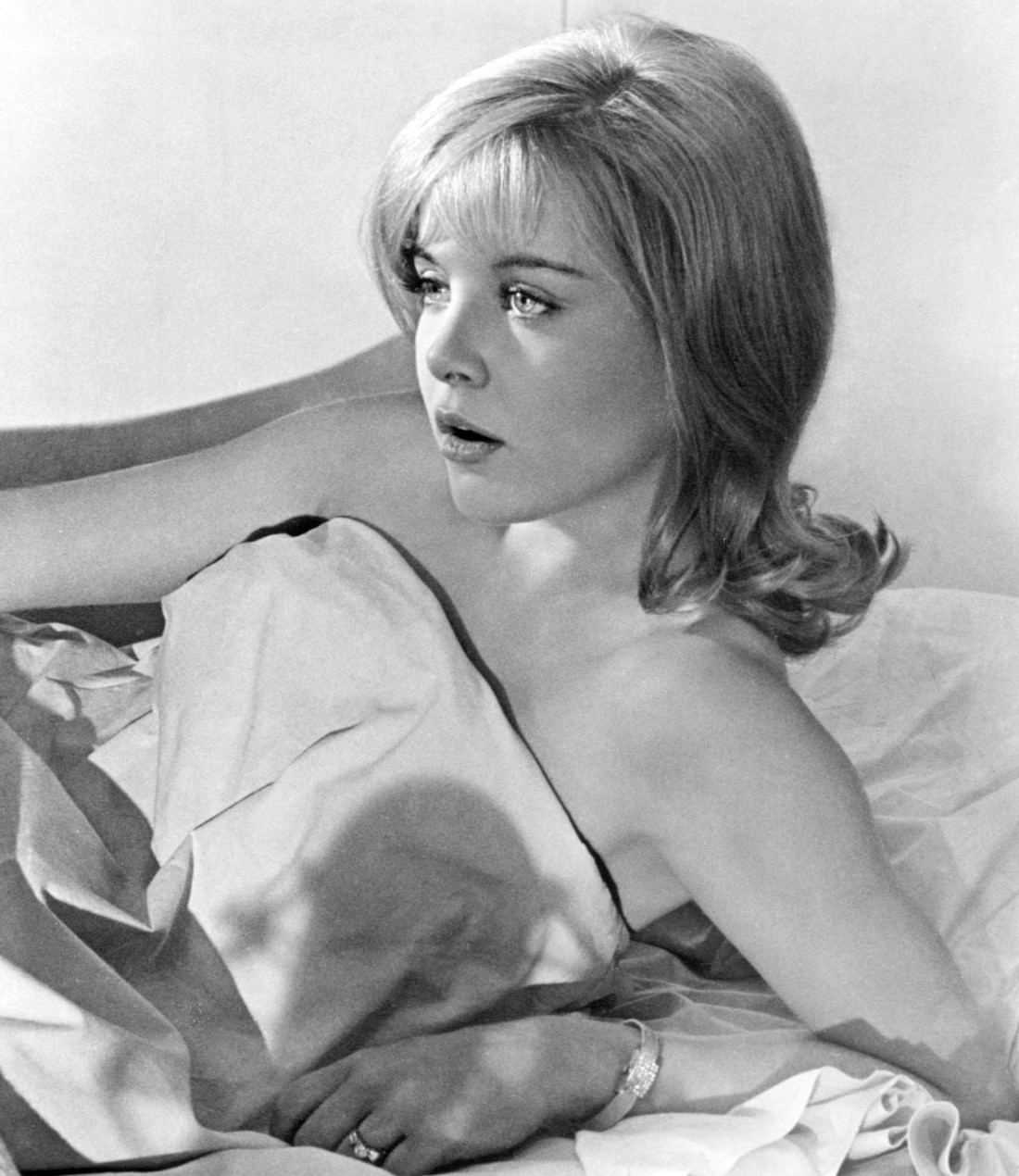
Sue Lyon ; Lolita du film de Stanley Kubrick

## La censure d'Internet
Avant 2009, Internet restait relativement libre en Russie mais ne touchait que 27 % de la population.
Après 2009, la situation a évolué rapidement, comme dans toutes les régions du monde où progresse Internet.
Les fournisseurs contrôlés par l'État tels que Rostelecom, « DOM.ru », см. пример, et d'autres bloquent ouvertement les sites sur les matières exclues se trouvant dans la liste fédérale russe de matières extrémistes (Federal List of Extremist Materials (en)), en remplaçant les enregistrements Domain Name System (DNS) et en les redirigeant vers une page qui averti que « les matières et information que vous avez demandé a été reconnu comme étant extrémiste par le tribunal compétent» et en donnant une référence à la liste.
En mars 2009, dans l'oblast de Kemerovo, un activiste du mouvement de jeunes Oborona (en) dénommé Dmitri Soloviov a été condamné sur base de l'article 282 du code pénal de la fédération de Russie (Incitation à la haine et atteinte à la dignité humaine) pour la publication en août 2008 dans «LiveJournal» des rubriques du genre : « Le FSB tue les enfants russes» que l'Organisme chargé de l'application de la loi considère comme incitation à la haine vis-à-vis des agents du Ministère de l'Intérieur et du Service fédéral de sécurité de la fédération de Russie».
Dans la nuit du 6 au 7 mars 2009, dans des circonstances étranges à la 30e division de la milice de Saint-Pétersbourg, un homme de 29 ans dénommé Vadim Tcharouchev, créateur sur le réseau social VKontakte du groupe « Galina Starovoïtova, vos idées de la vie », et affirmant : « Je n'ai pas voté pour Russie Unie et la marionnette Poutine » et « Je suis contre la dictature du KGB en Russie! » est hospitalisé de force à l'hôpital psychiatrique no 6. Selon cette personne, il a été menacé et intimidé à la clinique et obligé de signer une déclaration de traitement volontaire. Dans LiveJournal certains pensent au retour aux méthodes de la psychiatrie punitive.
En mai 2009, la société américaine Cryptohippie, qui s'occupe du développement dans le domaine de la sécurité informatique, publie un rapport sur le thème de l'état policier en électronique, dans lequel est divulguée la liste des pays les plus portés vers la censure d'Internet. Cette évaluation est établie sur la base de 17 critères de liberté dans un réseau parmi lesquels on retrouve le contrôle des opérations financières des citoyens obligeant les fournisseurs d'accès à Internet à recueillir des données de ses utilisateurs et à les conserver. La Russie occupe la 4e place, derrière la Biélorussie, la Chine et la Corée du Nord.

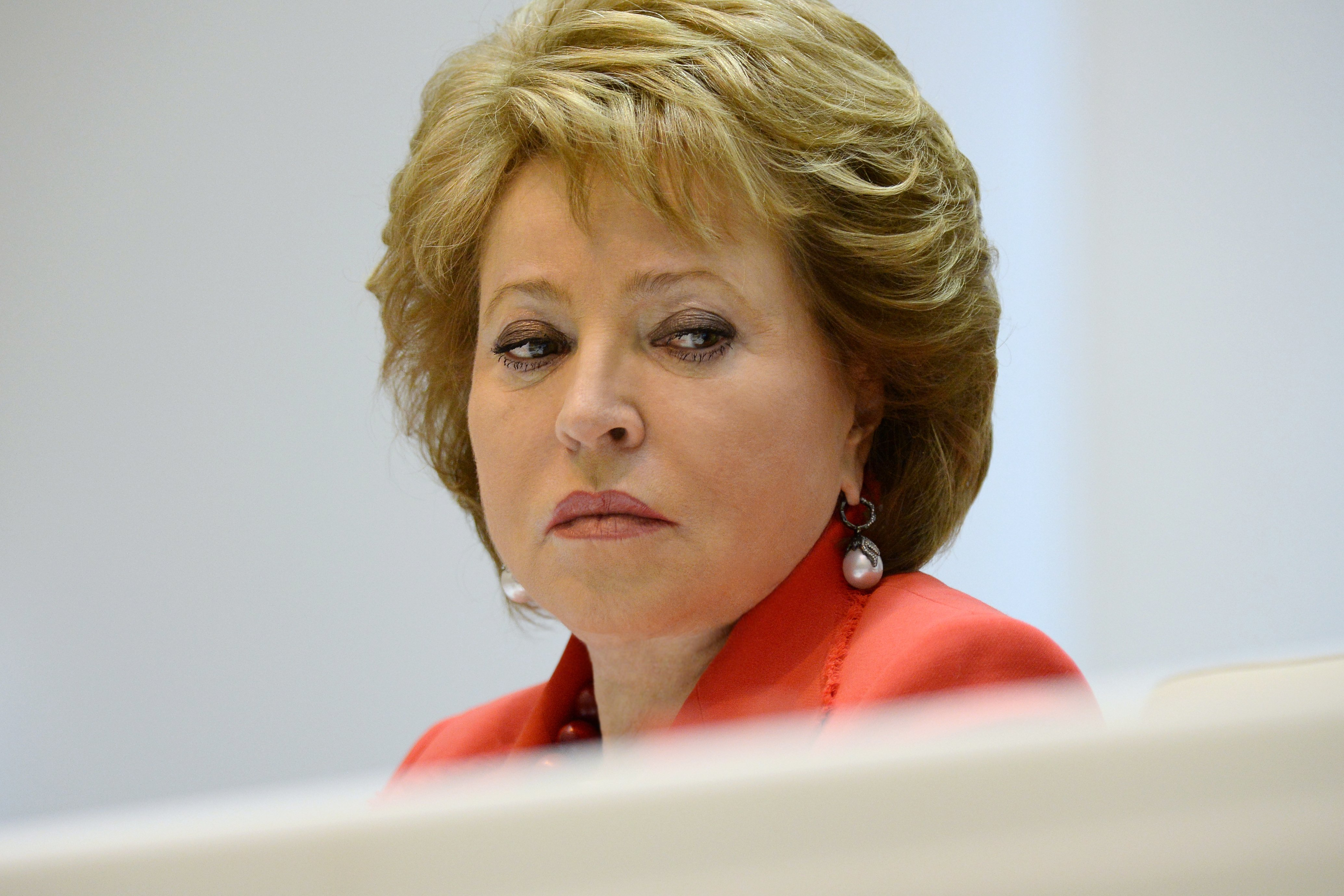
Valentina Matvienko

Le 7 juillet 2009, sans aucune ordonnance du tribunal mais sur simple ordre du Ministère de l'intérieur un fournisseur est bloqué d'accès au site du projet Khronos (site internet). Selon la version officielle le site a été bloqué du fait de sa présentation du livre numérique interdit d'Adolphe Hitler, Mein Kampf. Cependant le fondateur de Khronos, Viatcheslav Roumiantsev, est convaincu que la véritable raison n'est pas la large diffusion du livre sur Internet, mais les critiques à l'adresse de la gouverneure Valentina Matvienko, à la suite de sa décision de réduire les subventions au site historique Siège de Léningrad qui n'a pas du tout été bien reçu.
Fin juillet 2009, le Service fédéral de sécurité de la fédération de Russie initie l'interdiction en Russie du service Voix sur IP de Skype en raison du fait que ce service ne pouvait être surveillé par la FSB grâce au système SORM qui permet au FSB d'écouter les communications téléphoniques. Par la suite, le Service de renseignement a annoncé avoir trouvé une solution technologique pour écouter Skype.
Le 4 août 2009, à Oufa, plusieurs blogueurs qui critiquent le pouvoir en Bachkirie sont arrêtés. Ils sont accusés d'avoir, le 27 septembre 2008, placé sur leur site «Уфа губернская» des extraits du livre d'Aïrat Dilmoukhametov « Les guerres contre les avortons ». Malgré le fait que l'expertise n'ait pas trouvé de traces d'extrémisme dans les documents publiés, le service de recherche de la ville a insisté pour que les blogueurs soient maintenus en détention pour opposition (politique).
En septembre 2009, le ministère de la Justice de la fédération de Russie propose de renforcer les sanctions envers les sites non autorisés et de modifier le nom de domaine dans la zone .ru. En vertu des nouvelles règles, la confirmation des données du passeport est exigée au bureau d'enregistrement du nom de domaine et les fournisseurs sont obligés de communiquer à l'Organisme chargé de l'application de la loi les informations sur les utilisateurs et les services qui leur sont rendus. En outre, et pour la première fois dans la pratique russe, les autorités obtiennent le droit d'exiger du fournisseur d'accès qu'il suspende la fourniture de ses services à des utilisateurs particuliers, le non-respect de cette réglementation étant sanctionne par de lourdes amendes.
Le 4 décembre 2009, un étudiant en médecine de l'Université d'État Ivan Peregorodiev est arrêté à Saratov, accusé d'avoir établi sciemment un faux rapport qui est qualifié d'acte de terrorisme (article. 207 Code pénal de la fédération de Russie). Les raisons d'initier une procédure pénale dans cette affaire sont fondées sur un dossier introduit dans LiveJournal ainsi libellé : « Les résultats des autopsies de Saratov concluant à la mort de la grippe porcine sont similaires à la description dans la littérature médicale des résultats d'autopsies de patients atteint de peste pulmonaire (appelée aussi pneumonique) cette dernière beaucoup plus dangereuse pour l'homme. Ce dossier a provoqué la panique dans la population. Aujourd'hui à Saratov, on projette de pulvériser des réactifs contre la peste pulmonaire à partir d'hélicoptères et de s'attaquer directement aux bacilles. ». C'est le premier cas d'inculpation d'un blogueur qui a diffusé de fausses nouvelles sur un site internet,,,.

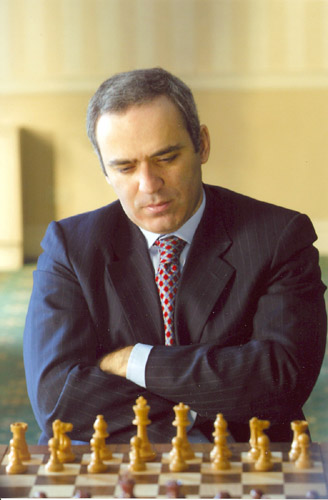
Garry Kasparov

Le 6 décembre 2009, les fournisseurs WiMAX et Yota (Skartel) ont temporairement bloqué un certain nombre de sites pour les utilisateurs de Moscou qui avaient, dans une certaine mesure, parlé de l'opposition politique. Parmi eux, les sites de Garry Kasparov, les mouvements Parti national-bolchévique, Solidarnost et le Front civique unifié ou encore des sites d'actualité comme The New Times et le portail Kavkaz Center. Pour tous les autres le site du président de la fédération de Russie était inaccessible. Les fournisseurs d'accès ont explique l'impossibilité d'accéder aux sites par des raisons techniques.

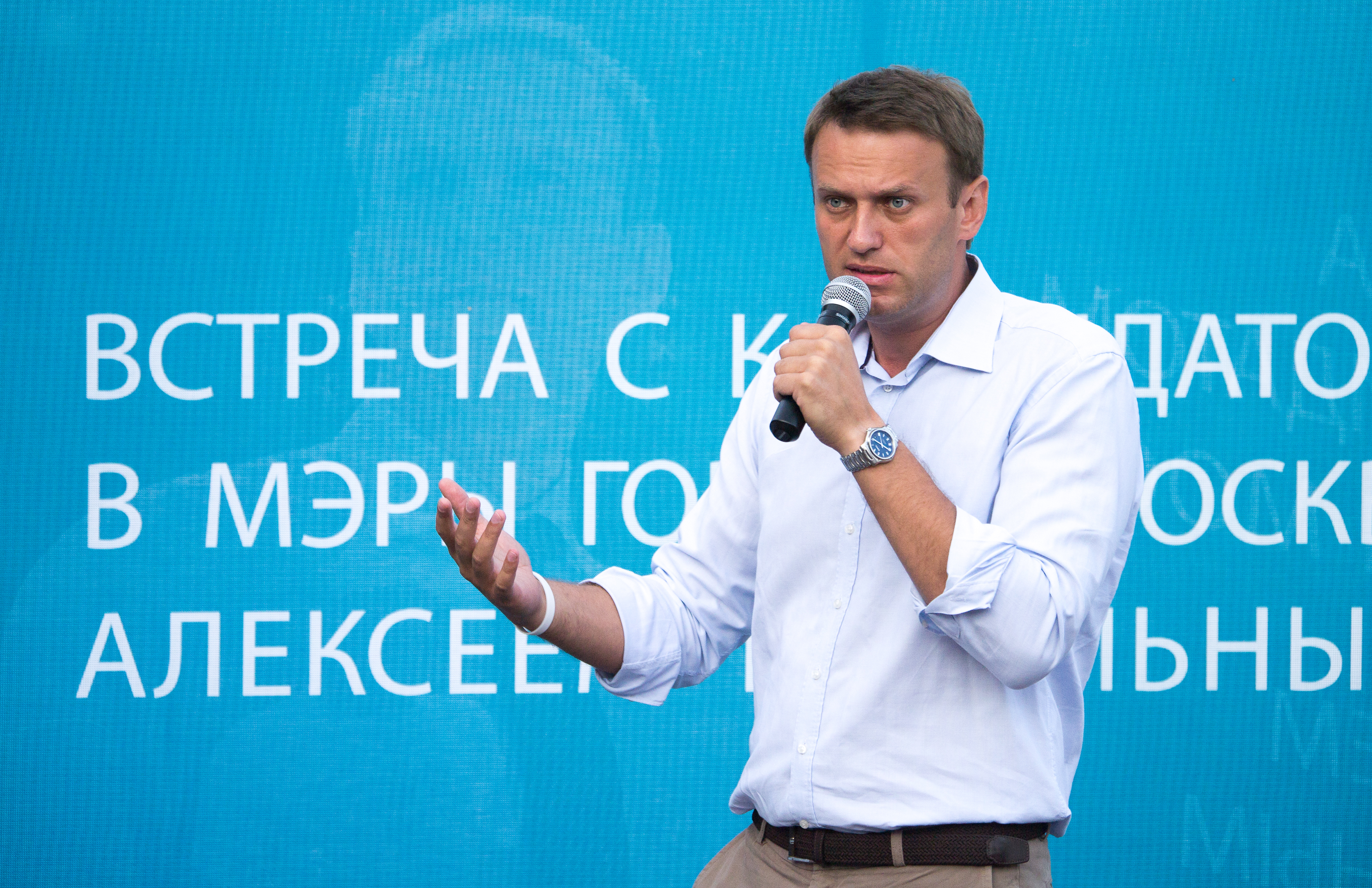
Alexeï Navalny

Le 27 juillet 2012, le journaliste et blogueur Oleg Kozyrev et une série d'autres blogueurs rapportent que Beeline a bloqué le site de Alexeï Navalny « La meilleure machine à vérité ». Le site web de l'opérateur signale ceci : « Ce site est bloqué par décision des organes du pouvoir de l'État »,.
Le 28 juillet 2012, la loi fédérale no 139-FZ du 28 juillet 2012 est adoptée. Depuis le 1er novembre le registre des sites interdits sur le segment russe d'Internet fonctionne.
Selon BFM.ru le gouvernement russe propose d'introduire la censure préalable d'Internet en Russie :

« Selon le ministre Denis Moltchanov, les fournisseurs d'accès doivent vérifier la légalité du contenu introduit par les utilisateurs et en cas de violation constatée aux lois doivent le signaler à qui de droit. L'idée sous-jacente est de créer un registre avec un répertoire numéroté spécialement pour chaque titre de contenu. En l'absence de respect de cette numérotation, le distributeur est menacé de vérification » Vedomosti, 19 novembre 2012. »

Le 4 novembre 2016, le vice-speaker de la Douma, le journaliste Piotr Olegovitch Tolstoï propose de réprimer sévèrement ceux qui tournent en dérision les valeurs patriotiques sur le Web. La colère de l'ancien animateur de télévision a été provoquée par le vocabulaire mat utilise sur la blogosphère, mais aussi par les messages sur les réseaux sociaux qui « crachent des tonnes de bile pour se moquer des valeurs traditionnelles du peuple russe : la foi orthodoxe, la famille, la spiritualité ».
En juillet 2017, la Douma après seconde lecture a adopté le projet de loi sur l'interdiction des Proxy anonymiseur, Tor et Réseau privé virtuel. L'application de la loi est confiée au FSB et aux agents du ministère de l'intérieur. Le projet comprend également des moteurs de recherche que la Douma veut voir en place pour empêcher de bloquer les sites des utilisateurs.
Depuis 2013, la fédération de Russie par l'intermédiaire de son organisme de contrôle le Roskomnadzor a demandé à Wikipédia en russe de censurer différents articles, sur des sujets comme la drogue ou l'invasion de l'Ukraine en 2022,,. Cet organisme est chargé de la censure des sites internet auxquels il envoie des amendes, des mises en demeure de « corrections » avant ralentissement ou blocage temporaire voir définitif,.

## Censure des utilisateurs et des médias russes par des plates-formes Internet
La restriction de l'accès aux documents des médias est considérée comme un censure en fédération de Russie.
Le 3 septembre 2020, la chaîne de télévision Rossiya 1 a diffusé un documentaire d'Alexandre Rogatkine intitulé Beslan, sur les évènements liés à la prise d'assaut de l'école no 1 de Beslan en 2004. Le service vidéo de YouTube, appartenant à Google, a imposé une restriction à l'accès au film, en la justifiant par les scènes de violences ou de cruauté. Le Roskomnadzor a considéré cette restriction comme un acte de censure de YouTube. Le 7 octobre 2020, le procureur de Moscou a engagé des poursuites contre la société américaine Google « exigeant le rétablissement des droits violés d'un certain nombre de personnes en supprimant les restrictions d'accès au documentaire Beslan de l'auteur Alexandre Rogatkine ».
Selon le président du Conseil présidentiel russe pour les droits humains et la société civile Valery Fadeyev (en), « le cas de Beslan est loin d'être unique. Il y avait déjà en 2020 celui de Tsargrad TV (en), et de nombreuses autres sources d'informations (selon des sources publiques, ces dernières années 200 chaînes russophones ont été placées sur une liste noire par les administrateurs de l'hébergement vidéo). Et non seulement elles sont bloquées, mais, de plus, sans avertissements ni explications claires des motifs ».
Le 10 novembre 2020, YouTube interdit la première projection du film sur le crash du Boeing malaisien au dessus du Donbass à la veille d'un début d'audience sur cette affaire aux Pays-Bas. Le film avait été préchargé sur la chaîne russe Ukraina.ru (ru).
Les modérateurs de YouTube ont estimé que le film « violait les principes et les règles de la plate-forme » et l'ont retiré. Le Roskomnadzor a exigé que Google rende l'accès possible au film bloqué sur la vol Malaysia Airlines 17. YouTube a réagi le 12 novembre en rendant l'accès au film à nouveau possible. Cette réaction rapide en réponse à une demande russe est sans précédent.
En novembre 2020, le directeur de l'Association des utilisateurs professionnels des réseaux sociaux et des messageries (APPSIM), Vladimir Zykov, a porté plainte auprès du Roskomnadzor contre la censure pratiquée par l'administration de la plate-forme Twitter. Vladimir Zykov et son association ont demandé de « protéger les utilisateurs russes contre la censure des réseaux sociaux étrangers » et « d'obliger ces réseaux sociaux étrangers à s'enregistrer en Russie comme entité juridique les représentant officiellement ». Cet enregistrement est nécessaire pour que « le réseau social puisse être poursuivis et pour pouvoir défendre d'autres droits sur le plan juridique ».
Cette association APPSIM a reçu de nombreuses plaintes de la part d'utilisateurs de Twitter pour cause de blocage de leurs comptes sans aucune explications. Les utilisateurs russes ne disposent d'aucun moyen pour communiquer avec les réseaux sociaux étrangers en cas de tels blocages. Il leur est donc impossible de défendre leurs droits et de comprendre les raisons du blocage.
Le Roskomnadzor appelle Facebook, Twitter et Google à cesser de censurer les médias russes. Selon ce service fédéral, les plates-formes étrangères limitent l'accès aux documents provenant d'un vingtaine de médias russes, parmi lesquels RIA Novosti, RT, Sputnik et Rossiya 1, Tsargrad TV (en), les agences de presse Anna News et News Front. YouTube a également supprimé le compte de l'une des principales chaînes de télévision de Crimée "Crimée 24".

## L'index deFreedom Houseet deReporters sans frontières

En 2013 selon Reporter sans Frontières, la Russie occupe la place sur 179 en matière de censure. En 2017 elle est à la même place.

Selon son indice de liberté sur Internet en 2013, l'organisation Freedom House classe la Russie à l'index 54. Les pays ou l'Internet est libre sont classés de 0 à 30 ; ceux ou la liberté est partielle sont classés de l'indice 30 à l'indice 60 ; ceux sans liberté sont classés entre l'indice 60 et l'indice 100.
L'organisation, financée par le gouvernement américain, Freedom House, classe la Russie parmi les pays où Internet n'est pas libre. Selon cette organisation, pour l'année 2016, la situation de la censure dans l'internet russe a tendance à s'aggraver.
Reporters sans frontières (RSF) fait un constat similaire concernant la liberté de la presse en Russie, située à la 150e place sur 180 pays : elle se dégrade depuis 2012, notamment en raison des attaques envers les opposants et journalistes, en toute impunité et en raison de la censure, qui augmente fortement. Vladimir Poutine est classé "prédateur de la liberté de la presse". Certains territoires sont encore plus sujets à la censure, qualifiés de « trous noirs de l'information », dont la Tchétchénie, puis la Crimée depuis son annexion,.

## La censure russe lors du conflit russo-ukrainien (2022-?)
En 2022, Roskomnadzor bloque l'accès à Facebook, Twitter, Instagram,, et de nombreux médias étrangers ou russes dans le cadre de la désinformation autour du conflit russo-ukrainien,.
Le 11 mars 2022, la police politique biélorusse GUBOPiK a arrêté et détenu l'éditeur de Wikipédia russe Mark Bernstein, qui modifiait, depuis Minsk, l'article de Wikipédia sur l'invasion russe de l'Ukraine, l'accusant de "diffusion de matériel anti-russe" et de violation de la loi russe sur les "fausses informations".
Le 14 mars 2022, la journaliste russe Marina Ovsiannikova, fait irruption à la télévision publique russe Pervi Kanal pour dénoncer la guerre en Ukraine et le silence imposé aux médias nationaux à ce sujet. Elle est immédiatement arrêtée et condamnée à une amende, et reste dans l'attente d'un jugement pour non-respect de la récente loi sur la « propagation de fausses informations sur l’utilisation des forces armées russes ».
Cette loi du 4 mars prévoit une peine de 15 ans de prison pour toute personne propageant de fausses informations à propos des opérations en Ukraine. A la promulgation de cette loi, des médias internationaux comme BBC, CNN ou le New York Times ont annoncé suspendre leurs reportages sur le sol russe pour protéger leurs journalistes,. Par ailleurs, l’accès aux sites de certains médias comme BBC ou Deutsche Welle a été coupé en Russie au motif qu’ils diffusaient de fausses informations sur les opérations en Ukraine. Certains de ces médias, à l’instar de BBC, ont déployé une version de leur site sur le darkWeb pour rester accessibles aux internautes accoutumés à l’utilisation de Tor.
Pour continuer à accéder aux médias occidentaux ainsi qu'aux grandes plateformes du web, les habitants russes se tournent de plus en plus vers des solutions de réseau privé virtuel (Virtual Private Network, VPN) permettant de changer fictivement leur localisation au regard de leur fournisseur d'accès à internet.
En mars 2022, dans le cadre de l'invasion de l'Ukraine par la Russie, les députés russes ont validé une loi punissant les auteurs de "fausses informations". La chaîne Telegram de la Douma précise que « la diffusion de fausses informations concernant le travail des organes de l’État russe à l'étranger sera punie au même titre que la diffusion de fausses informations concernant les actions des forces armées russes. »,.
L'Union des comités de mères de soldats de Russie déplore : « Nous sommes pieds et poings liés par les nouvelles lois interdisant la collecte d’informations sur l’armée russe. » Elle refuse ensuite de parler à la presse occidentale.
Opposée à l'invasion de l'Ukraine, la comédienne Lia Akhedjakova écrit sur Telegram : « J’ai honte de mes concitoyens. […] Comme je suis fatiguée de cette grandeur imaginaire de la Russie. Je veux aller en Ukraine après sa victoire. » Elle subit les critiques du vice-président du conseil municipal de Moscou qui laisse entendre que des mercenaires de la société militaire privée Wagner pourraient perturber la représentation : « Si Akhedzhakova est accompagnée sur scène par les « musiciens » [le surnom des mercenaires de Wagner], cela pourrait s'avérer être une sacrée performance. Madame Akhedzhakova, êtes-vous fan de Wagner ? » Un théâtre de Saint-Pétersbourg annule ensuite une représentation théâtrale qu'elle devait interpréter. Précédemment, le Théâtre Sovremennik de Moscou a annulé les représentations d'une autre pièce interprétée par la comédienne, après qu'un groupe d'officiers s'est opposé à ses supposées « propagande homosexuelle », « insultes aux anciens combattants » et « incitations à la haine ethnique ». Des militants, habitués à perturber des programmes culturels, ont porté plainte contre le directeur artistique car il visait à « détruire la mémoire de la Grande Guerre patriotique et le faisait avec une méchanceté particulière. »